# Шалм
Шалм (фр. Chalesmes) је насељено место у Француској у региону Франш-Конте, у департману Јура.
По подацима из 2011. године у општини је живело 102 становника, а густина насељености је износила 10,77 становника/km².

## Демографија
| 1962. | 1968. | 1975. | 1982. | 1990. | 2011. |
| ----- | ----- | ----- | ----- | ----- | ----- |
| 110   | 116   | 96    | 88    | 78    | 102   |